# Claix (Charente)
Pour les articles homonymes, voir Claix.
Claix est une commune du Sud-Ouest de la France, située dans le département de la Charente (région Nouvelle-Aquitaine).
Ses habitants sont les Claixois ou les Claibertins.

## Géographie

### Localisation et accès
Claix est une commune située à 14 km au sud-ouest d'Angoulême. Elle est à 3 km au sud de Roullet-Saint-Estèphe, 6 km à l'ouest de Mouthiers-sur-Boëme, et à 9 km au nord de Blanzac, le chef-lieu de son canton. Elle est aussi à 9 km de Châteauneuf et à 18 km de Barbezieux.
La route nationale 10 entre Angoulême et Bordeaux passe à 2 km au nord-ouest du bourg, et on y accède par l'échangeur de Roullet-sud sur la D 7, route de Blanzac à Hiersac qui traverse la commune du nord au sud. La D 22, route de Villebois-Lavalette à Châteauneuf et Jarnac traverse le sud de la commune d'est en ouest. Enfin, la D 103, de moindre importance, relie la D 7 à La Couronne en traversant le bourg.
La gare la plus proche est celle d'Angoulême qui est desservie par le TGV et des navettes TER entre Angoulême, Bordeaux, Poitiers, Limoges, Saintes et Royan.

### Hameaux et lieux-dits

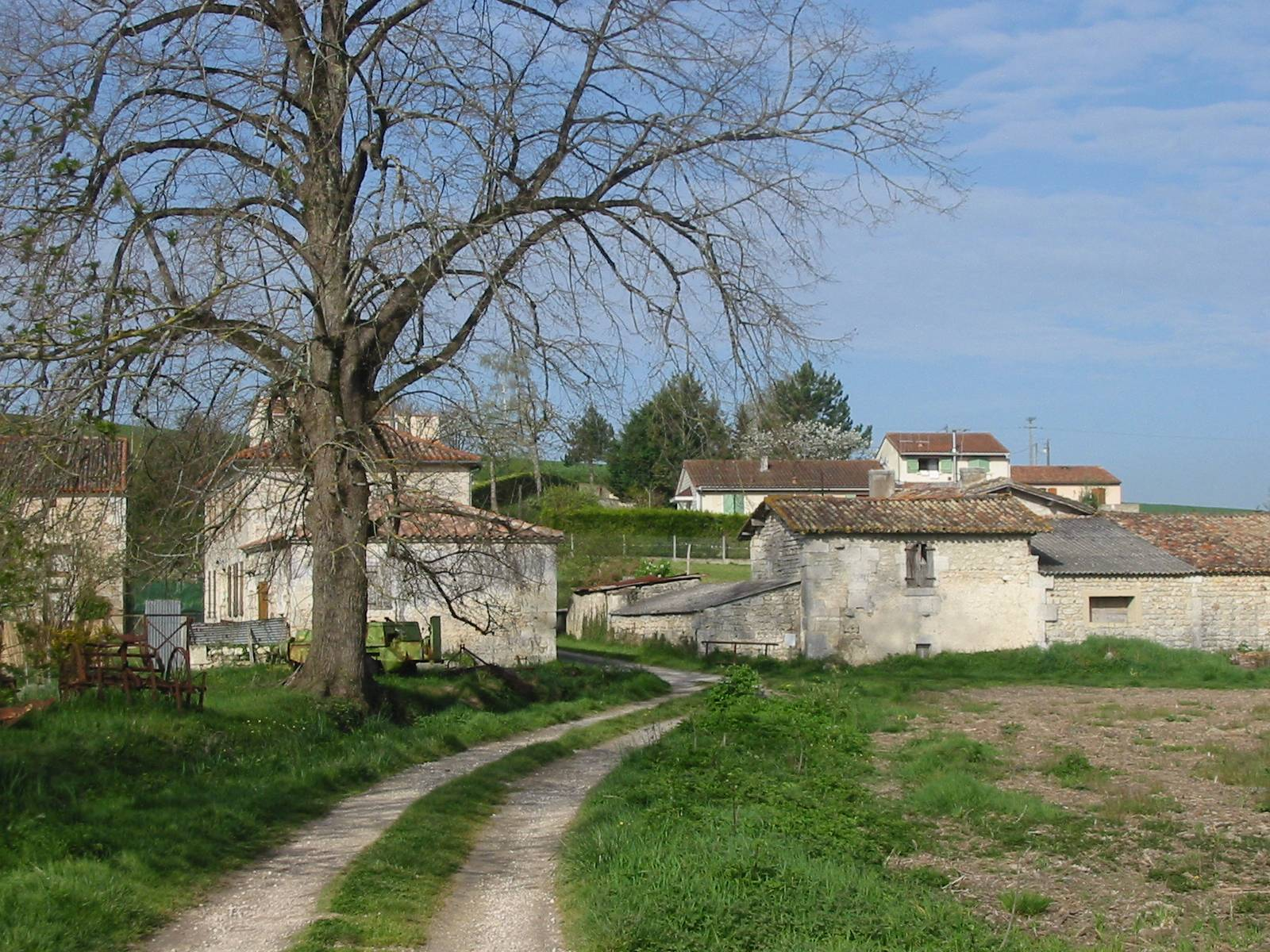
Hameau Chez Verguin au bord du Claix.

L'habitat dans la commune est assez dispersé, il n'y a pas de véritable bourg et, autour de la mairie et de l'école, les maisons anciennes et récentes se répartissent entre les chênes. L'église est située au lieu-dit l'Église de Claix, à 500 m au sud-est de la mairie sur la D 103.
La commune comporte de nombreux petits hameaux : chez Verguin, le Moulin à Vent, Saint-Georges, le Château de Claix, Chez Chagneau, Chez Papin, Chez Debaud, etc..

### Communes limitrophes
|        | Roullet-Saint-Estèphe |                     |
|        | Claix                 | Mouthiers-sur-Boëme |
| Étriac | Val des Vignes        | Plassac-Rouffiac    |

### Géologie et relief
La commune de Claix est située sur un plateau calcaire datant du Crétacé, qui s'étage du Cénomanien au nord, au Coniacien au sud.
Une cuesta faisant face au nord sépare le Turonien supérieur (appelé aussi Angoumien) en haut du plateau, au sud, du Turonien inférieur. On peut suivre cet escarpement depuis le plateau d'Angoulême jusqu'au sud de Châteauneuf.
Le rebord de ce plateau aride a servi d'exploitation de pierres meulières, comme aux Chaumes du Vignac.
Sa surface, boisée, est localement couverte sur ses sommets de sable argileux à galets, décomposition du substrat coniacien.
Au nord de la commune, la vallée du Claix est occupée par des alluvions datant du Quaternaire,,.
Le point culminant de la commune est à une altitude de 148 m, situé sur le plateau et la limite orientale dans la forêt de Gersac. Le point le plus bas est à 50 m, situé le long du Claix en limite nord. Le bourg, construit sur la cuesta, est à environ 100 m d'altitude.

### Hydrographie

#### Réseau hydrographique

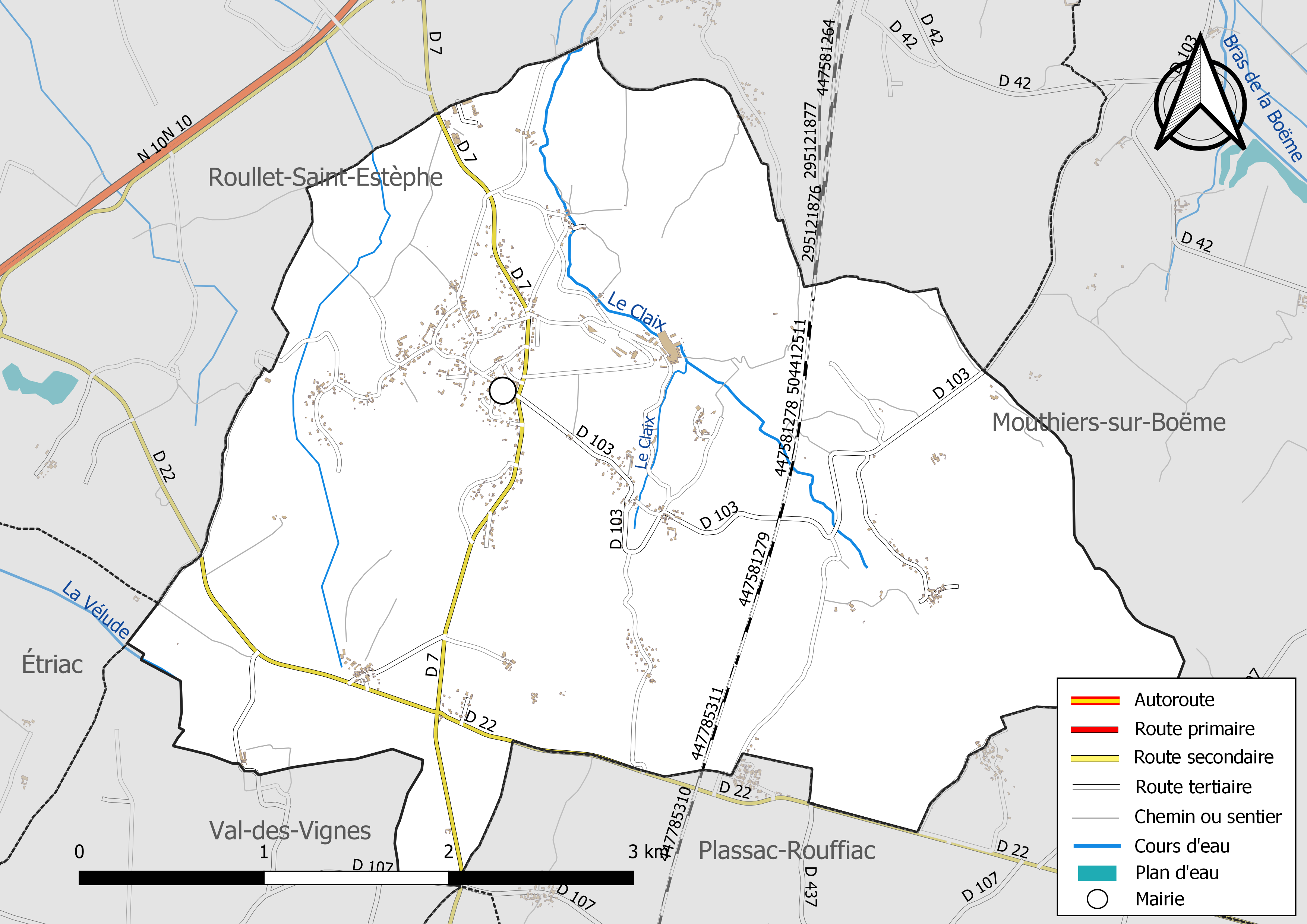
Réseaux hydrographique et routier de Claix.

La commune est située dans le bassin versant de la Charente au sein  du Bassin Adour-Garonne. Elle est drainée par la Vélude, le Claix et par un petit cours d'eau, qui constituent un réseau hydrographique de 8 km de longueur totale,.
Le Claix, petit ruisseau affluent direct de la Charente prend sa source dans la commune, au pied de l'église à la fontaine de Claix. Il passe au pied du château où le rejoint un petit affluent qui prend naissance au pied de Chez Chagneau, et contourne la laiterie Saint-Georges. Il passe ensuite au pied des Meulières et des Chaumes du Vignac, et traverse ensuite Roullet.

#### Gestion des eaux
Le territoire communal est couvert par le schéma d'aménagement et de gestion des eaux (SAGE) « Charente ». Ce document de planification, dont le territoire correspond au bassin de la Charente, d'une superficie de 9 300 km2, a été approuvé le 19 novembre 2019. La structure porteuse de l'élaboration et de la mise en œuvre est l'établissement public territorial de bassin Charente. Il définit sur son territoire les objectifs généraux d’utilisation, de mise en valeur et de protection quantitative et qualitative des ressources en eau superficielle et souterraine, en respect des objectifs de qualité définis dans le troisième SDAGE  du Bassin Adour-Garonne qui couvre la période 2022-2027, approuvé le 10 mars 2022.

### Climat
Comme dans les trois quarts sud et ouest du département, le climat est océanique aquitain.

## Urbanisme

### Typologie
Au 1er janvier 2024, Claix est catégorisée commune rurale à habitat dispersé, selon la nouvelle grille communale de densité à 7 niveaux définie par l'Insee en 2022.
Elle est située hors unité urbaine. Par ailleurs la commune fait partie de l'aire d'attraction d'Angoulême, dont elle est une commune de la couronne,. Cette aire, qui regroupe 94 communes, est catégorisée dans les aires de 50 000 à moins de 200 000 habitants,.

### Occupation des sols
L'occupation des sols de la commune, telle qu'elle ressort de la base de données européenne d’occupation biophysique des sols Corine Land Cover (CLC), est marquée par l'importance des territoires agricoles (55,3 % en 2018), en augmentation par rapport à 1990 (54,3 %). La répartition détaillée en 2018 est la suivante : 
forêts (35,2 %), terres arables (24,6 %), zones agricoles hétérogènes (22,5 %), cultures permanentes (8,3 %), zones urbanisées (5,4 %), milieux à végétation arbustive et/ou herbacée (2,8 %), zones industrielles ou commerciales et réseaux de communication (1,3 %). L'évolution de l’occupation des sols de la commune et de ses infrastructures peut être observée sur les différentes représentations cartographiques du territoire : la carte de Cassini (XVIIIe siècle), la carte d'état-major (1820-1866) et les cartes ou photos aériennes de l'IGN pour la période actuelle (1950 à aujourd'hui).

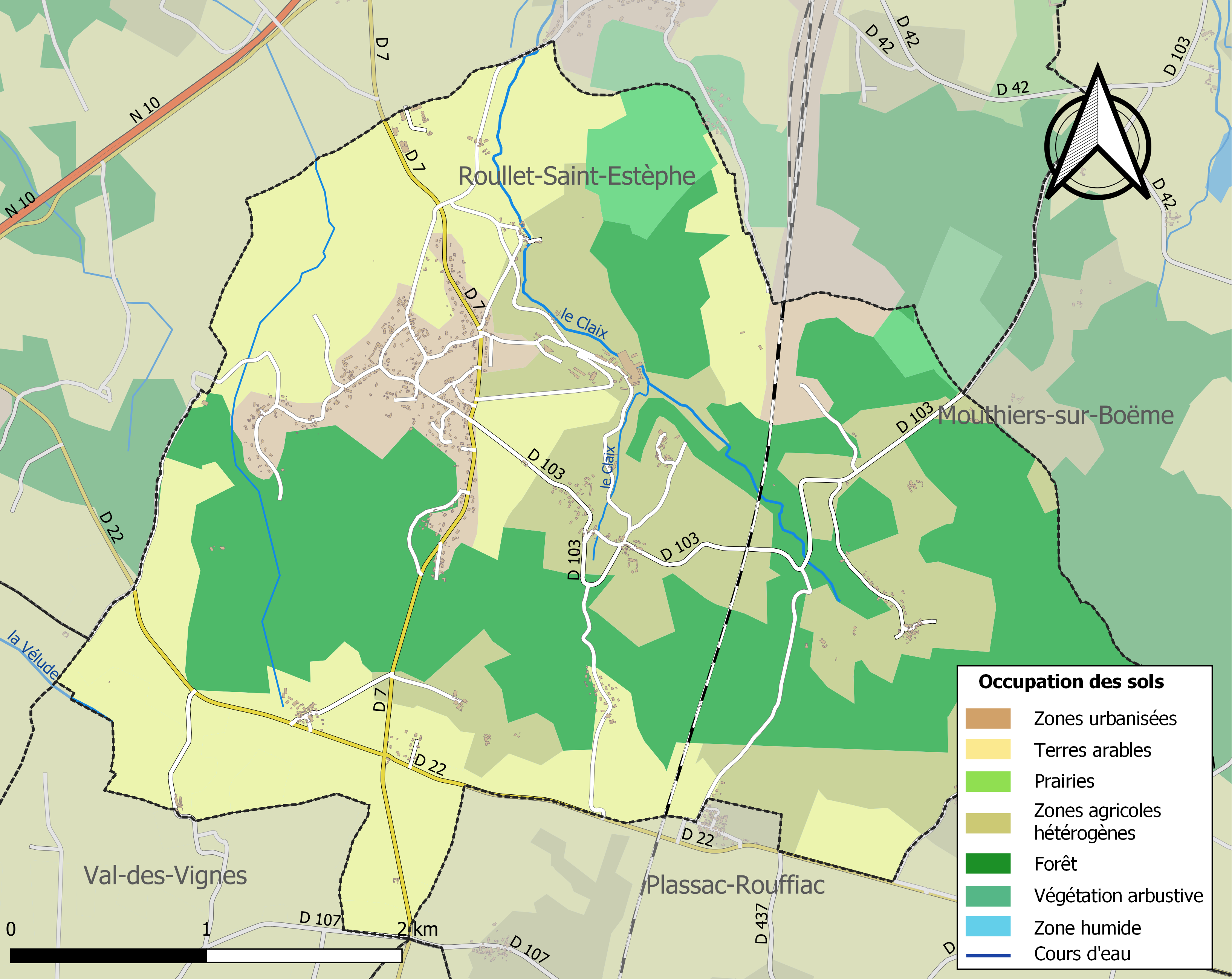
Carte des infrastructures et de l'occupation des sols de la commune en 2018 (CLC).

### Risques majeurs
Le territoire de la commune de Claix est vulnérable à différents aléas naturels : météorologiques (tempête, orage, neige, grand froid, canicule ou sécheresse) et séisme (sismicité faible). Un site publié par le BRGM permet d'évaluer simplement et rapidement les risques d'un bien localisé soit par son adresse soit par le numéro de sa parcelle.

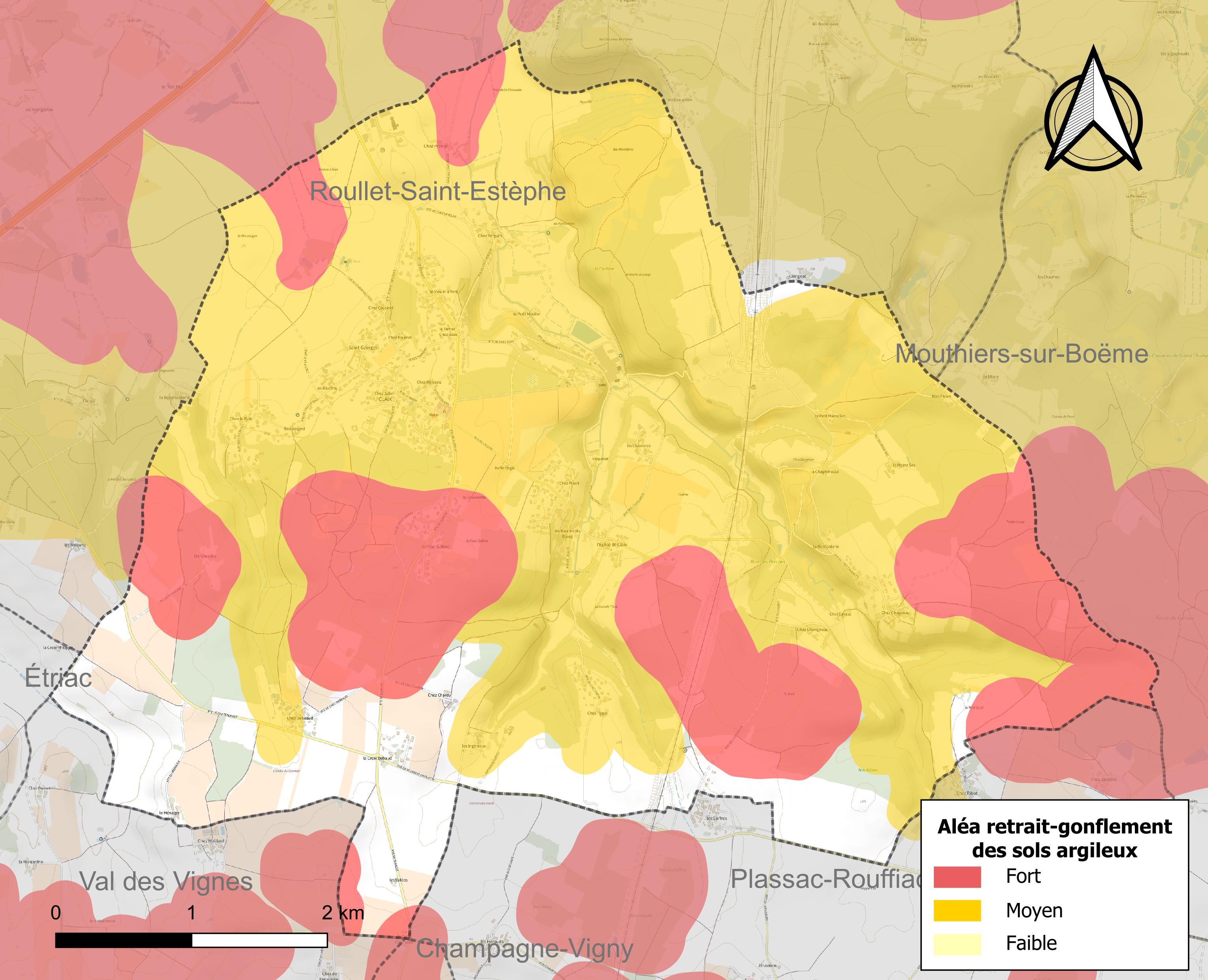
Carte des zones d'aléa retrait-gonflement des sols argileux de Claix.

Le retrait-gonflement des sols argileux est susceptible d'engendrer des dommages importants aux bâtiments en cas d’alternance de périodes de sécheresse et de pluie. 84,5 % de la superficie communale est en aléa moyen ou fort (67,4 % au niveau départemental et 48,5 % au niveau national). Sur les 454 bâtiments dénombrés sur la commune en 2019,  429 sont en aléa moyen ou fort, soit 94 %, à comparer aux 81 % au niveau départemental et 54 % au niveau national. Une cartographie de l'exposition du territoire national au retrait gonflement des sols argileux est disponible sur le site du BRGM,.
Par ailleurs, afin de mieux appréhender le risque d’affaissement de terrain, l'inventaire national des cavités souterraines permet de localiser celles situées sur la commune.
La commune a été reconnue en état de catastrophe naturelle au titre des dommages causés par les inondations et coulées de boue survenues en 1982, 1983, 1993 et 1999. Concernant les mouvements de terrains, la commune a été reconnue en état de catastrophe naturelle au titre des dommages causés par la sécheresse en 1989, 1992, 2003 et 2011 et par des mouvements de terrain en 1999.

## Toponymie
Les formes anciennes sont Claiaco en 1110, Claio, Clayo aux XIIIe et XIVe siècles.
L'origine du nom de Claix remonterait à un personnage gallo-romain Clavius auquel est apposé le suffixe -acum, ce qui correspondrait au « domaine de Clavius »,.

## Histoire
L'ancienne voie romaine de Saintes à Périgueux, appelée aussi chemin Boisné ou chemin Boîne, traverse le sud de la commune entre la Croix Philippe et la Croix Debaud.
Claix a été un des refuges en Charente de Calvin, pilier de la religion chrétienne protestante. Celui-ci était hébergé vers 1533 dans la maison de Louis du Tillet, curé de Claix et archidiâcre d'Angoulême. Il y a composé une grande partie de son livre Institution de la religion chrétienne. Louis du Tillet lut en chaire et défendit les positions et doctrine de Calvin, et Claix fut ainsi le premier endroit en France où fut prêché publiquement le calvinisme. Se sentant en danger, Louis du Tillet et Calvin s'enfuirent en Allemagne, mais Louis retrouva le catholicisme grâce à son frère Jean, évêque de Meaux, et retourna en Angoumois.
Les registres de l'état civil remontent à 1610.
Le château primitif de Claix, construit sur un piton rocheux, était le siège d'une seigneurie qui, au XVe siècle, était la propriété de Jean de Plouers, écuyer. Sa fille, Marie, fut l'épouse de François de La Laurencie.
Le château actuel date de la fin du XVIIIe siècle. Il a d'abord été construit par messire de Juglard, chevalier de Saint-Georges et seigneur de Claix, mais la construction a été interrompue par la Révolution et il est demeuré inachevé.
En 1877, Léon de Lescure de Combemary acheta le château et le restaura. Il installa une laiterie qui fit la renommée du département en ce qui concerne le beurre. Transformée en laiterie coopérative en 1908, elle traitait déjà en 1914 4,3 millions de litres de lait par an. Depuis 2013, Elle & Vire a repris l'exploitation de la marque sous le nom de Maison Lescure perpétuant une tradition vieille de plus d'un siècle. Il a aussi redéveloppé la vigne après la crise du phylloxéra et installa une distillerie en 1894,.
Au début du XXe siècle la commune comptait aussi une minoterie jointe à une boulangerie possédées par le maire de l'époque, M. Couturier.
Pendant la première moitié du XXe siècle, la commune était desservie par la petite ligne ferroviaire d'intérêt local à voie métrique des Chemins de fer économiques des Charentes allant d'Angoulême à Blanzac, et la petite gare est toujours visible près de la mairie.

## Administration

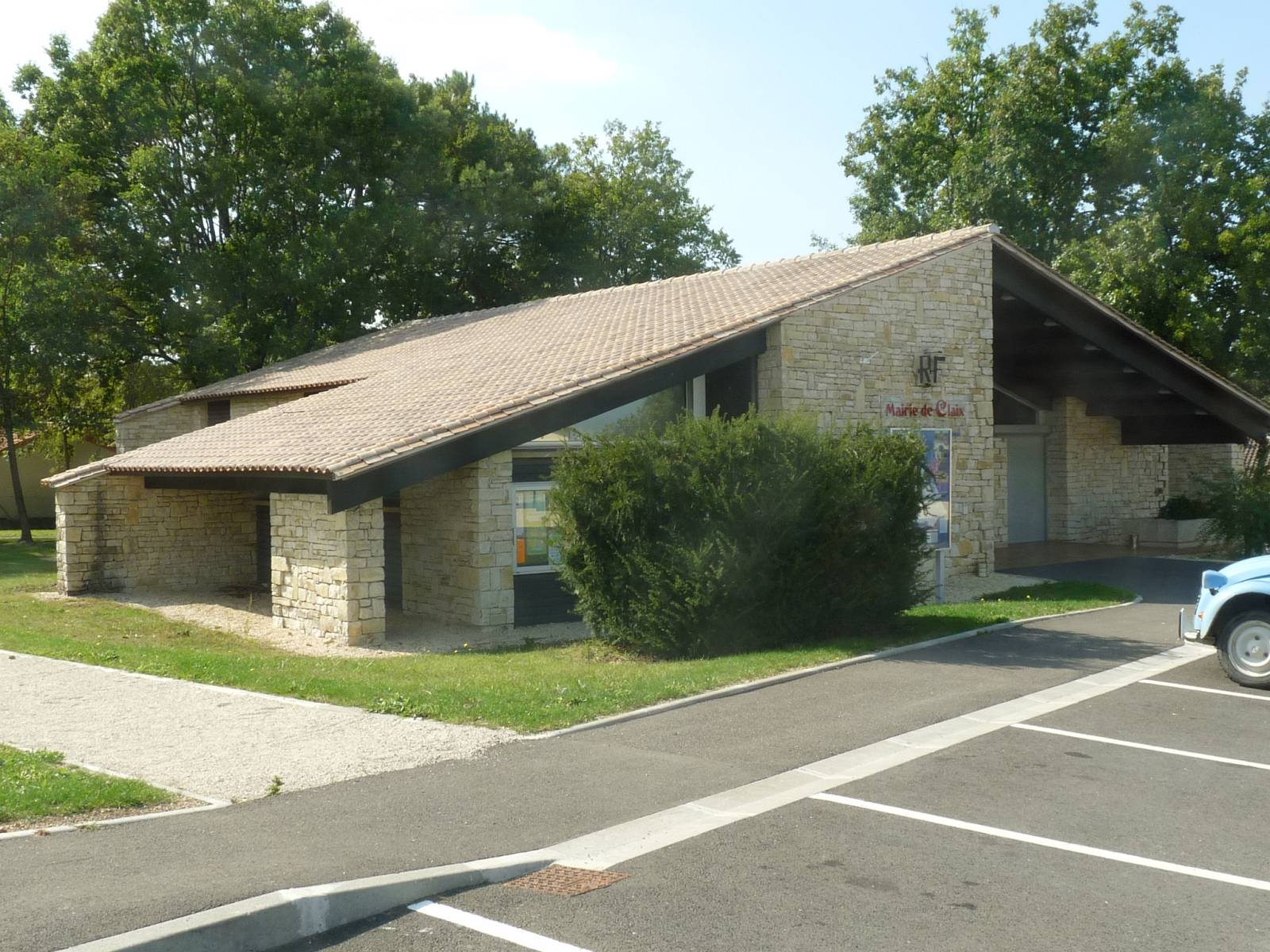
Mairie de Claix.

| Période                                  | Période  | Identité        | Étiquette | Qualité           |
| ---------------------------------------- | -------- | --------------- | --------- | ----------------- |
| Les données manquantes sont à compléter. |          |                 |           |                   |
| 1995                                     | 2008     | Jacques Coutant |           |                   |
| 2008                                     | En cours | Dominique Pérez | SE-DVD    | Chef d'entreprise |

## Démographie

### Évolution démographique
L'évolution du nombre d'habitants est connue à travers les recensements de la population effectués dans la commune depuis 1793. Pour les communes de moins de 10 000 habitants, une enquête de recensement portant sur toute la population est réalisée tous les cinq ans, les populations de référence des années intermédiaires étant quant à elles estimées par interpolation ou extrapolation. Pour la commune, le premier recensement exhaustif entrant dans le cadre du nouveau dispositif a été réalisé en 2005.

En 2022, la commune comptait 1 058 habitants, en évolution de +4,75 % par rapport à 2016 (Charente : −0,48 %, France hors Mayotte : +2,11 %).
| 1793 | 1800 | 1806 | 1821 | 1831 | 1841 | 1846 | 1851 | 1856 |
| ---- | ---- | ---- | ---- | ---- | ---- | ---- | ---- | ---- |
| 543  | 543  | 484  | 464  | 565  | 601  | 548  | 536  | 509  |

| 1861 | 1866 | 1872 | 1876 | 1881 | 1886 | 1891 | 1896 | 1901 |
| ---- | ---- | ---- | ---- | ---- | ---- | ---- | ---- | ---- |
| 534  | 549  | 508  | 485  | 427  | 384  | 437  | 403  | 427  |

| 1906 | 1911 | 1921 | 1926 | 1931 | 1936 | 1946 | 1954 | 1962 |
| ---- | ---- | ---- | ---- | ---- | ---- | ---- | ---- | ---- |
| 425  | 444  | 422  | 382  | 410  | 379  | 402  | 447  | 516  |

| 1968 | 1975 | 1982 | 1990 | 1999 | 2005 | 2006 | 2010 | 2015  |
| ---- | ---- | ---- | ---- | ---- | ---- | ---- | ---- | ----- |
| 512  | 542  | 672  | 816  | 747  | 859  | 859  | 936  | 1 005 |

| 2020  | 2022  | - | - | - | - | - | - | - |
| ----- | ----- | - | - | - | - | - | - | - |
| 1 064 | 1 058 | - | - | - | - | - | - | - |

### Pyramide des âges
La population de la commune est relativement jeune.
En 2018, le taux de personnes d'un âge inférieur à 30 ans s'élève à 33,4 %, soit au-dessus de la moyenne départementale (30,2 %). À l'inverse, le taux de personnes d'âge supérieur à 60 ans est de 23,7 % la même année, alors qu'il est de 32,3 % au niveau départemental.
En 2018, la commune comptait 524 hommes pour 517 femmes, soit un taux de 50,34 % d'hommes, légèrement supérieur au taux départemental (48,41 %).
Les pyramides des âges de la commune et du département s'établissent comme suit.
| Hommes | Classe d’âge | Femmes |
| ------ | ------------ | ------ |
| 0,2    | 90 ou +      | 1,1    |
| 4,7    | 75-89 ans    | 4,9    |
| 17,2   | 60-74 ans    | 19,3   |
| 21,5   | 45-59 ans    | 21,0   |
| 22,4   | 30-44 ans    | 20,8   |
| 13,2   | 15-29 ans    | 14,4   |
| 20,9   | 0-14 ans     | 18,4   |

| Hommes | Classe d’âge | Femmes |
| ------ | ------------ | ------ |
| 1      | 90 ou +      | 2,7    |
| 9,2    | 75-89 ans    | 12     |
| 20,6   | 60-74 ans    | 21,3   |
| 20,7   | 45-59 ans    | 20,3   |
| 16,8   | 30-44 ans    | 16     |
| 15,6   | 15-29 ans    | 13,4   |
| 16,1   | 0-14 ans     | 14,3   |

## Économie

### Agriculture
La viticulture occupe une partie de l'activité agricole. La commune est située dans les Fins Bois, dans la zone d'appellation d'origine contrôlée du cognac.

## Équipements, services et vie locale

### Enseignement

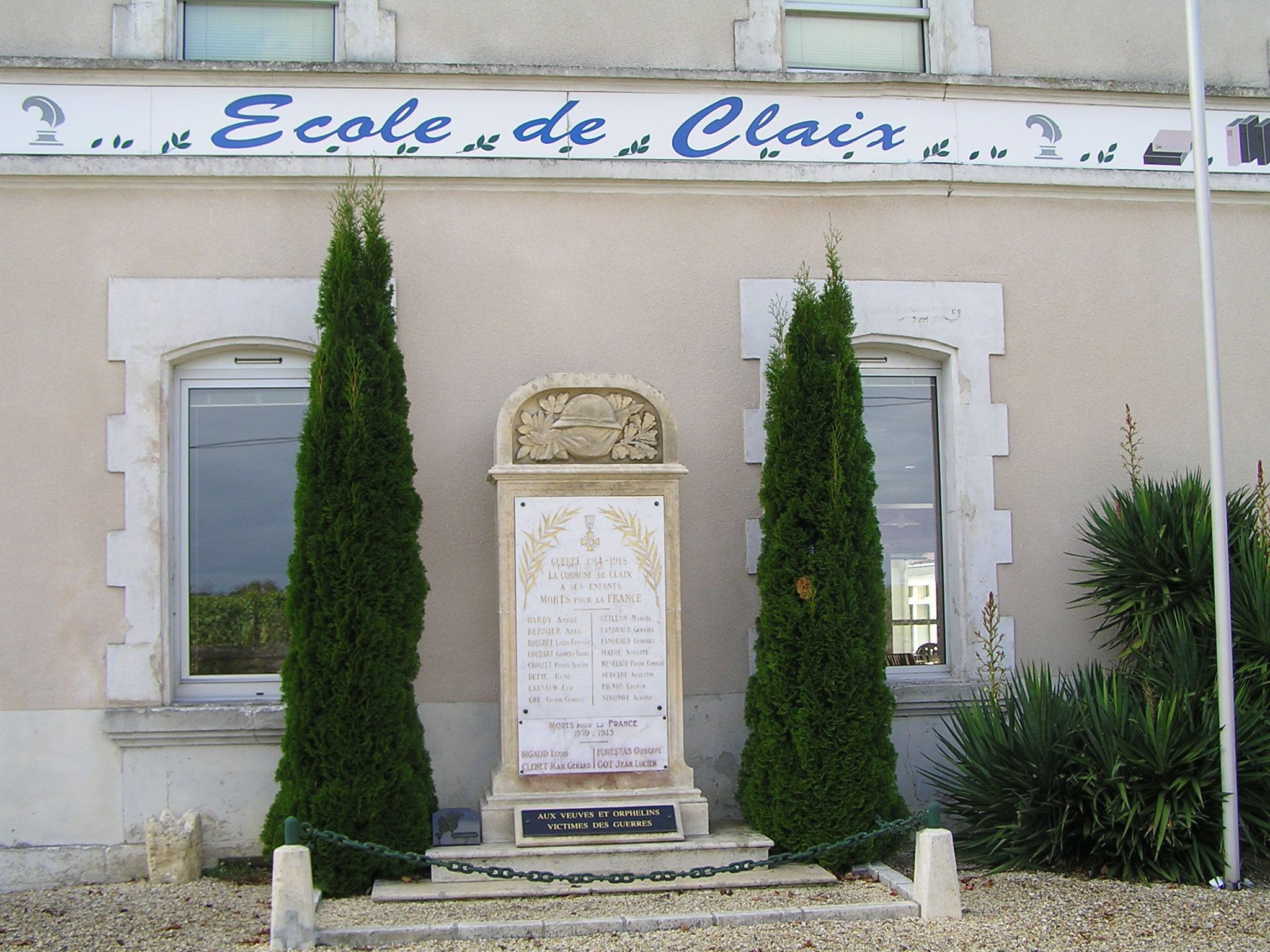
L'école.

Claix possède une école primaire comprenant six classes. Le secteur du collège est Blanzac.

## Lieux et monuments

### Patrimoine religieux
L'église paroissiale Saint-Christophe romane du XIIe siècle est classée monument historique depuis 1920.

Église Saint-Christophe
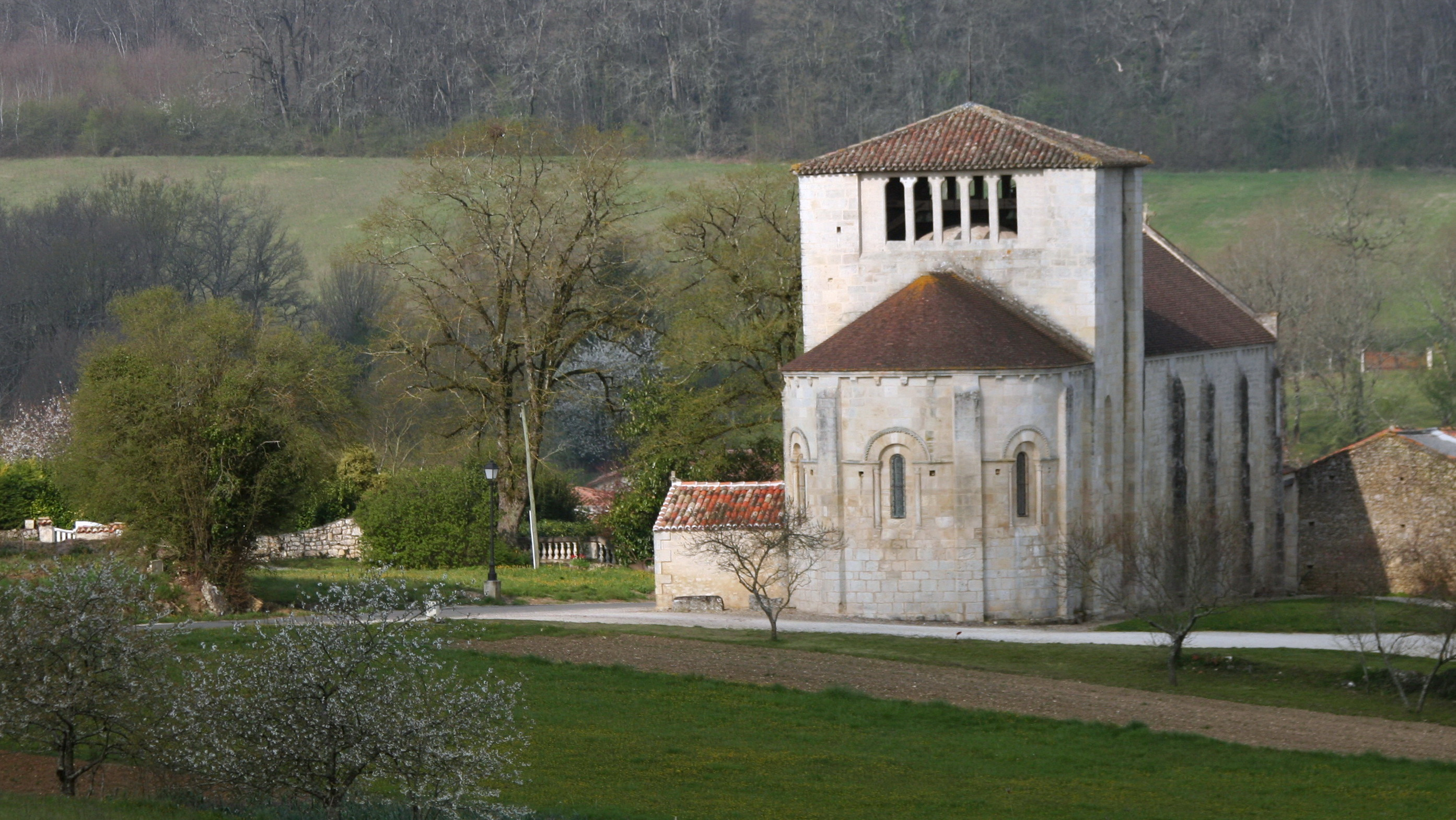
L'église au flanc du vallon.
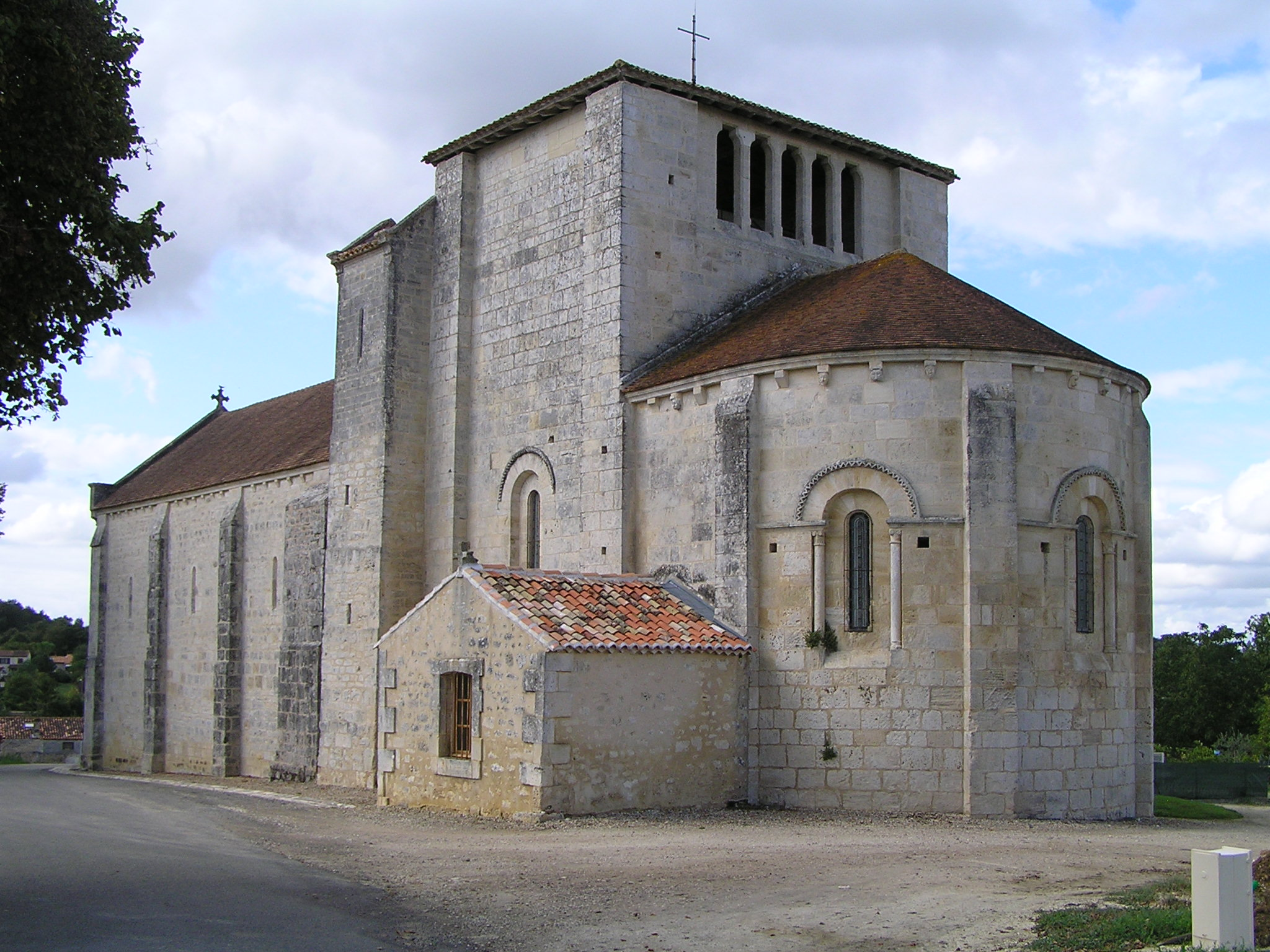
L'abside.
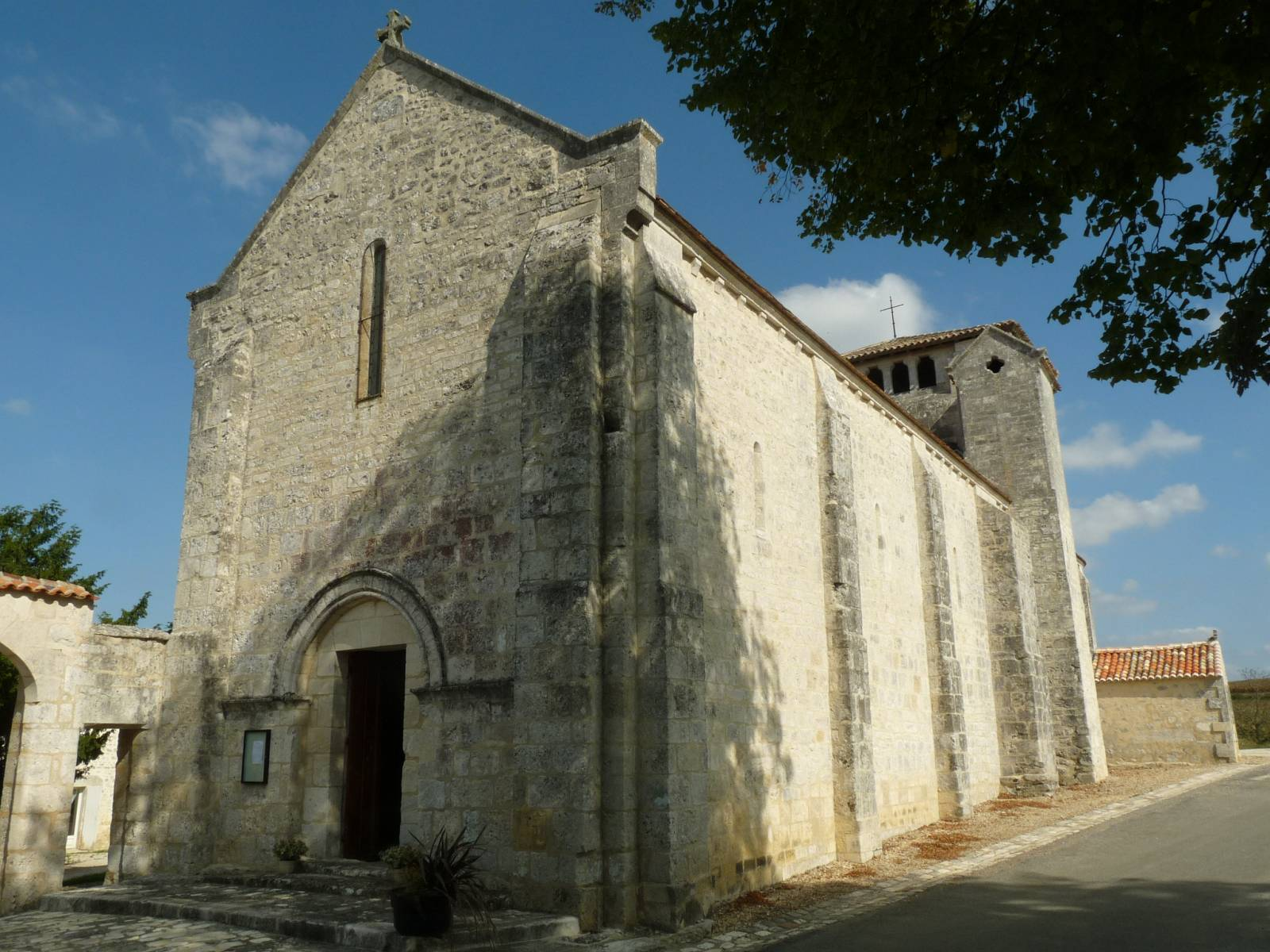
La façade.
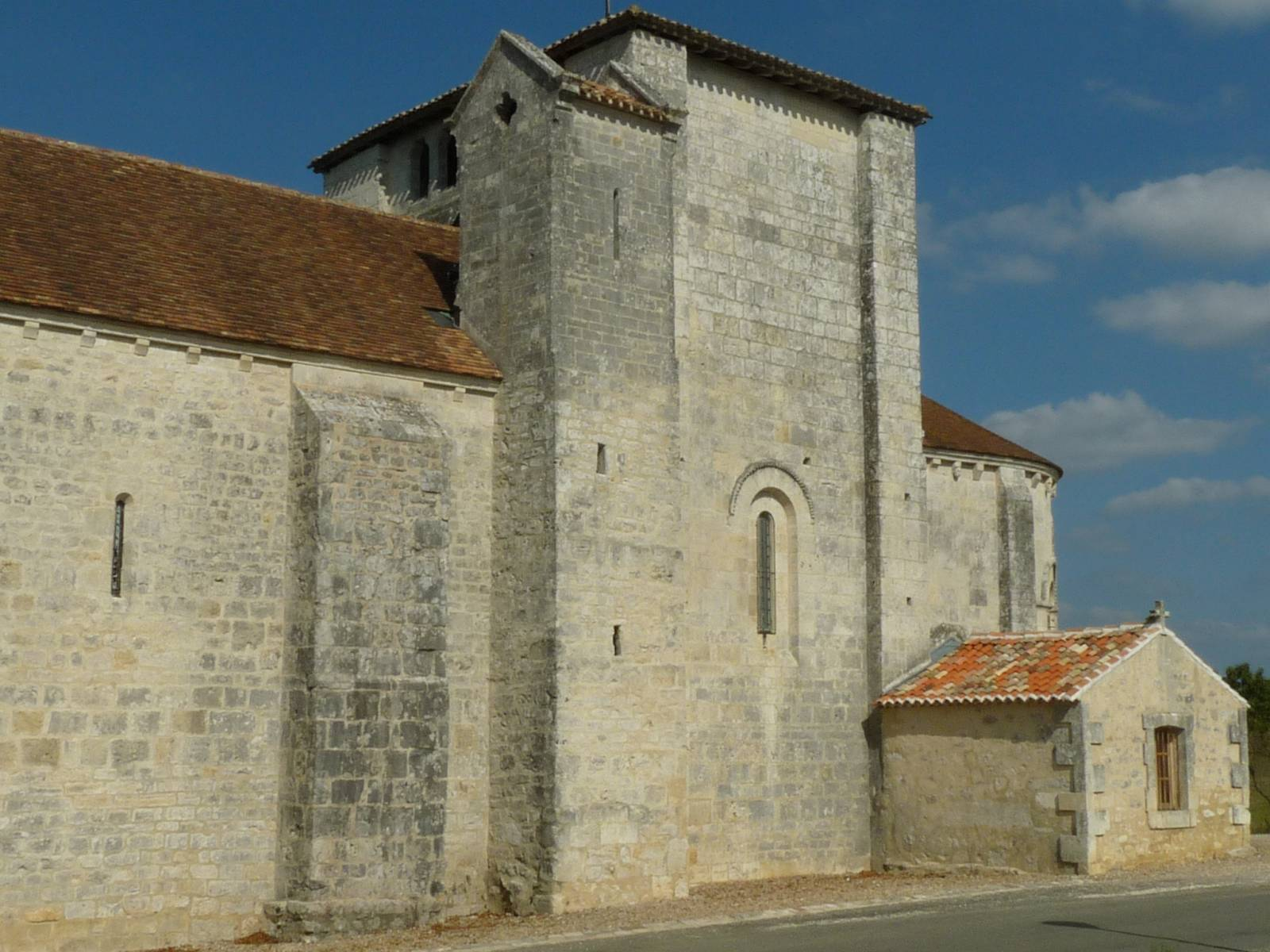
Vue latérale avec le clocher.
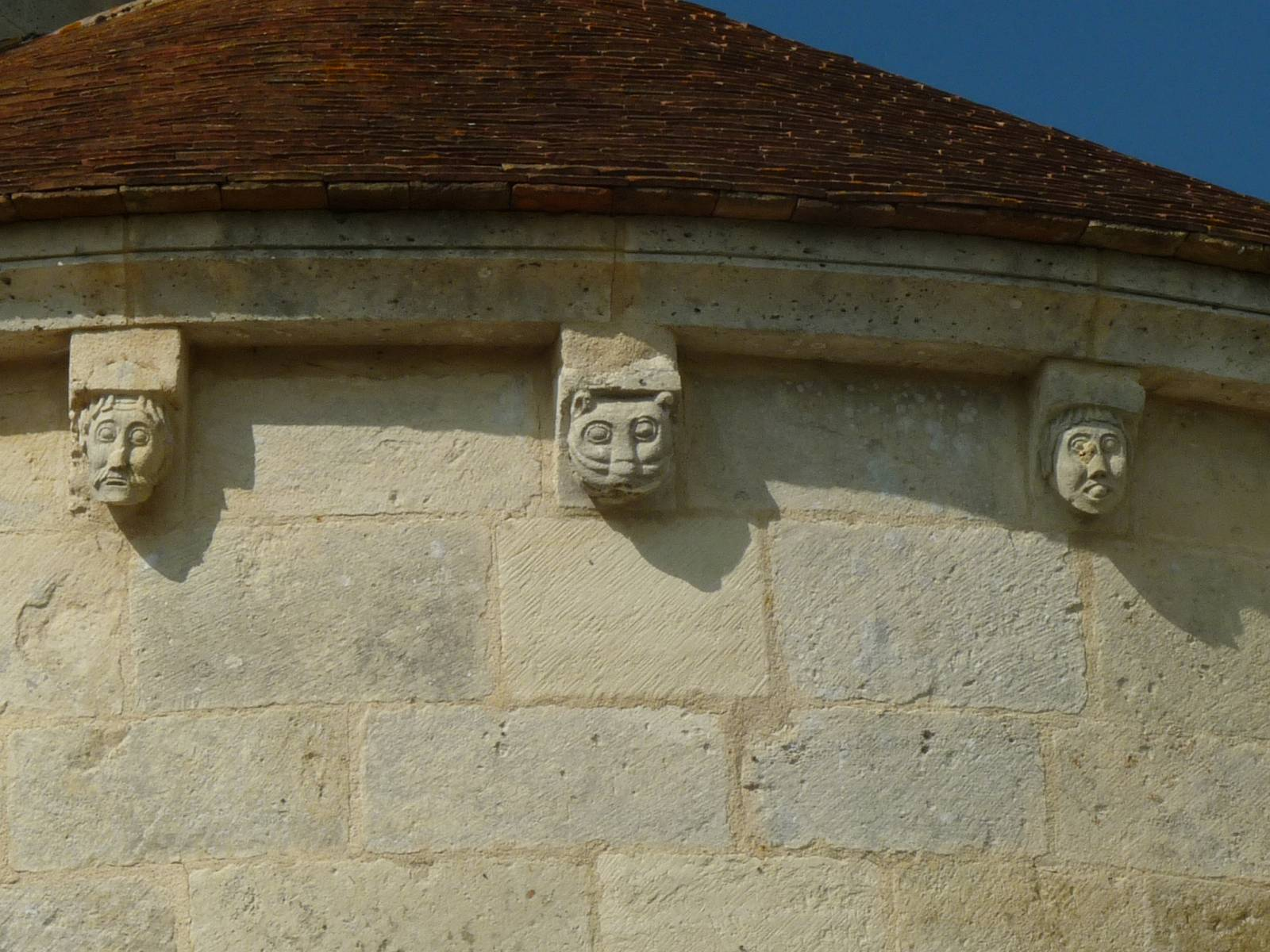
Modillons sur l'abside.

### Patrimoine civil
La laiterie et le château Saint-Georges sont la propriété des Lescure, fabricants du célèbre beurre au goût de noisette et traité à l'eau de source.
Château du Moyen Âge, reconstruit ou entièrement restauré pour Antoine de Julgart dans la seconde moitié du XVIIIe siècle. Léon de Lescure de Combemary, devenu propriétaire du château en 1877, fait construire une laiterie en 1884, qui devient la laiterie coopérative en 1908. Construction de la distillerie en 1894 (porte la date) et des bureaux au cours du 1er quart du XXe siècle. En 1921, achat des terrains et du château par la coopérative. Les logements d'ouvriers datent sans doute de cette époque. Modernisation de l'usine avec de nouveaux ateliers de fabrication dans la 2e moitié du XXe siècle.
Distillerie avec deux anciennes chaudières de 5 hl, de A. Guillard, de Jarnac, et une chaudière de 1963, de E. Orthes, d' Agen.
Effectif en 1986 : 136 personnes.

Château Saint-Georges
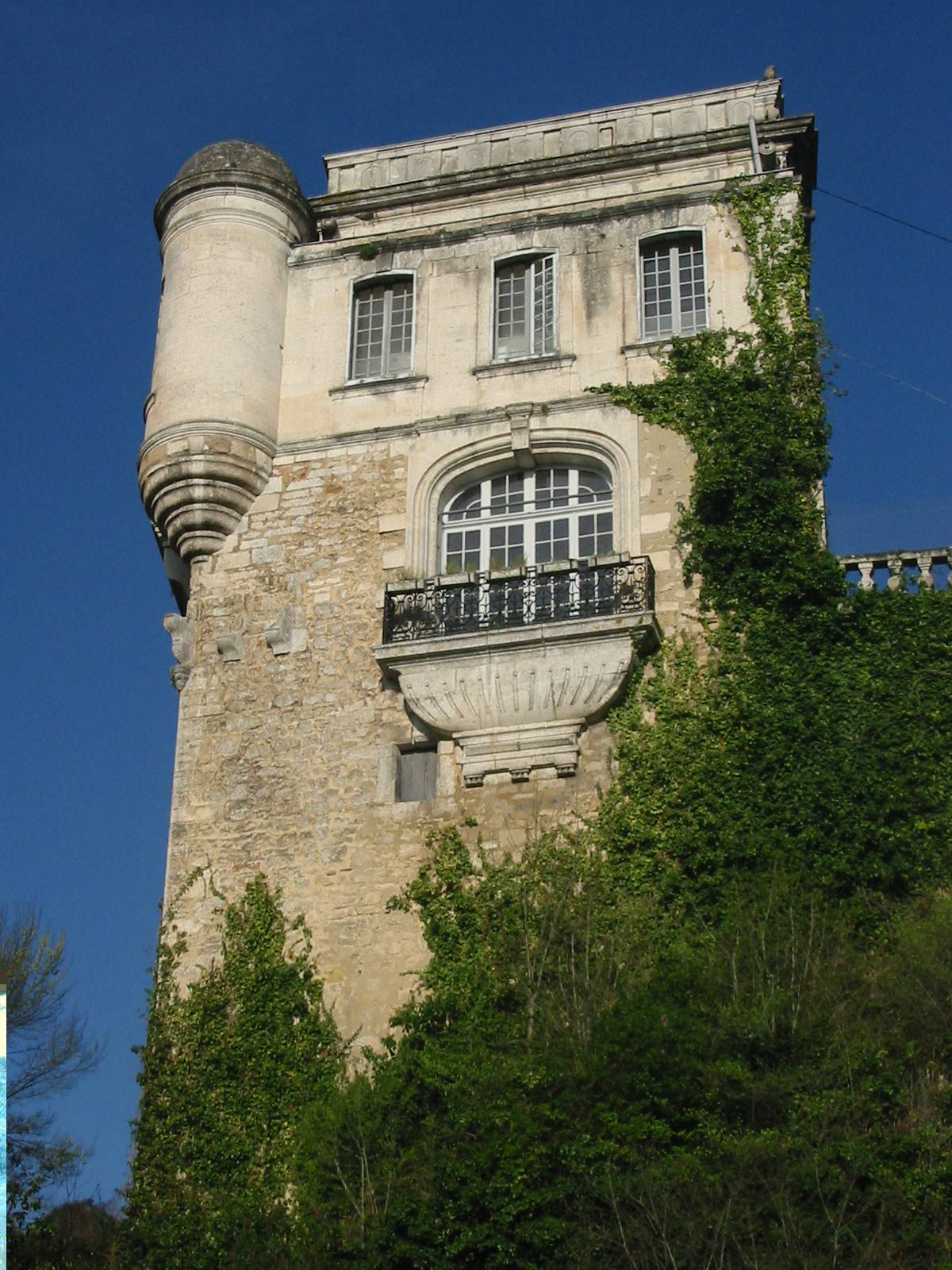
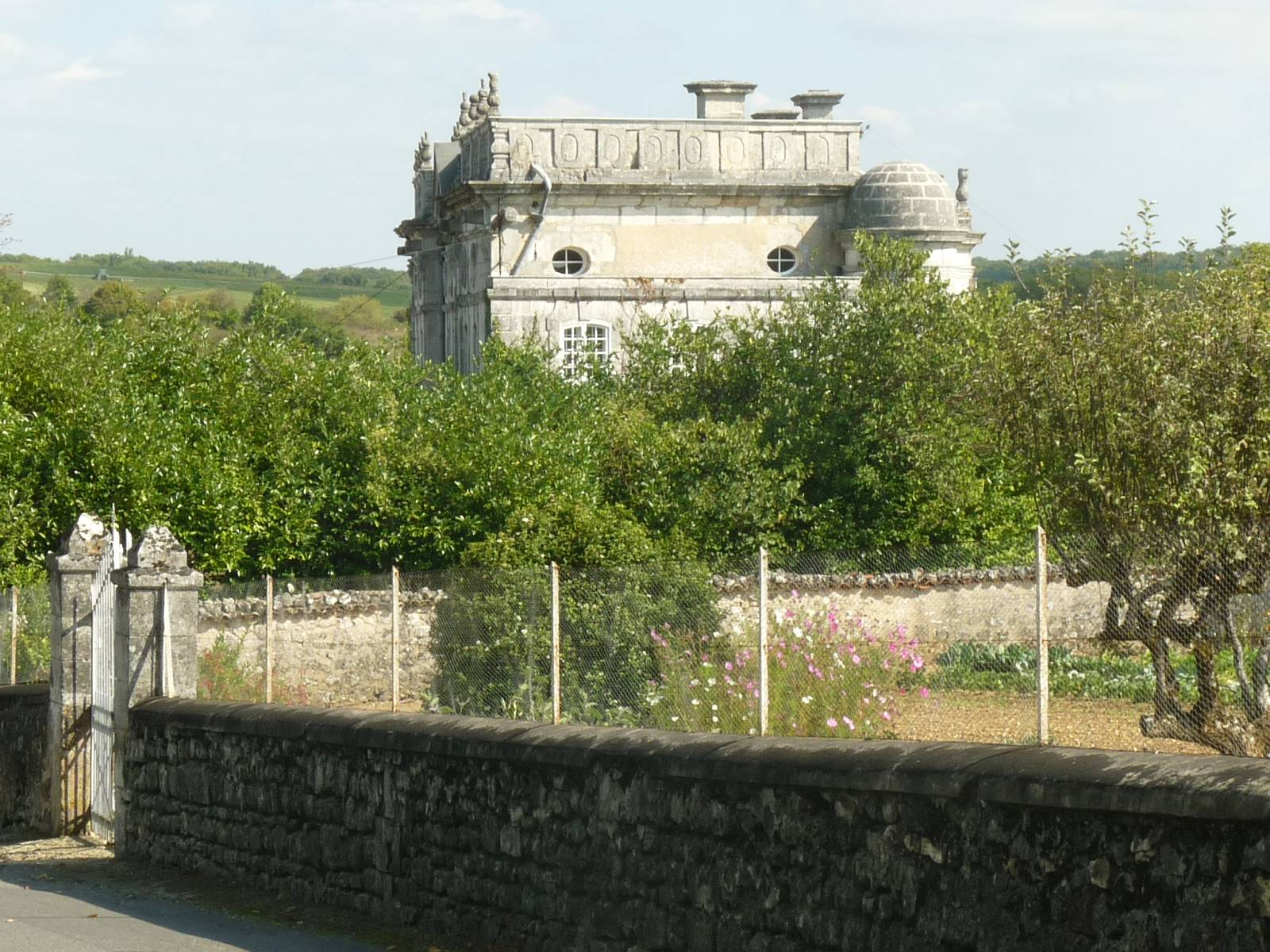
Le château.
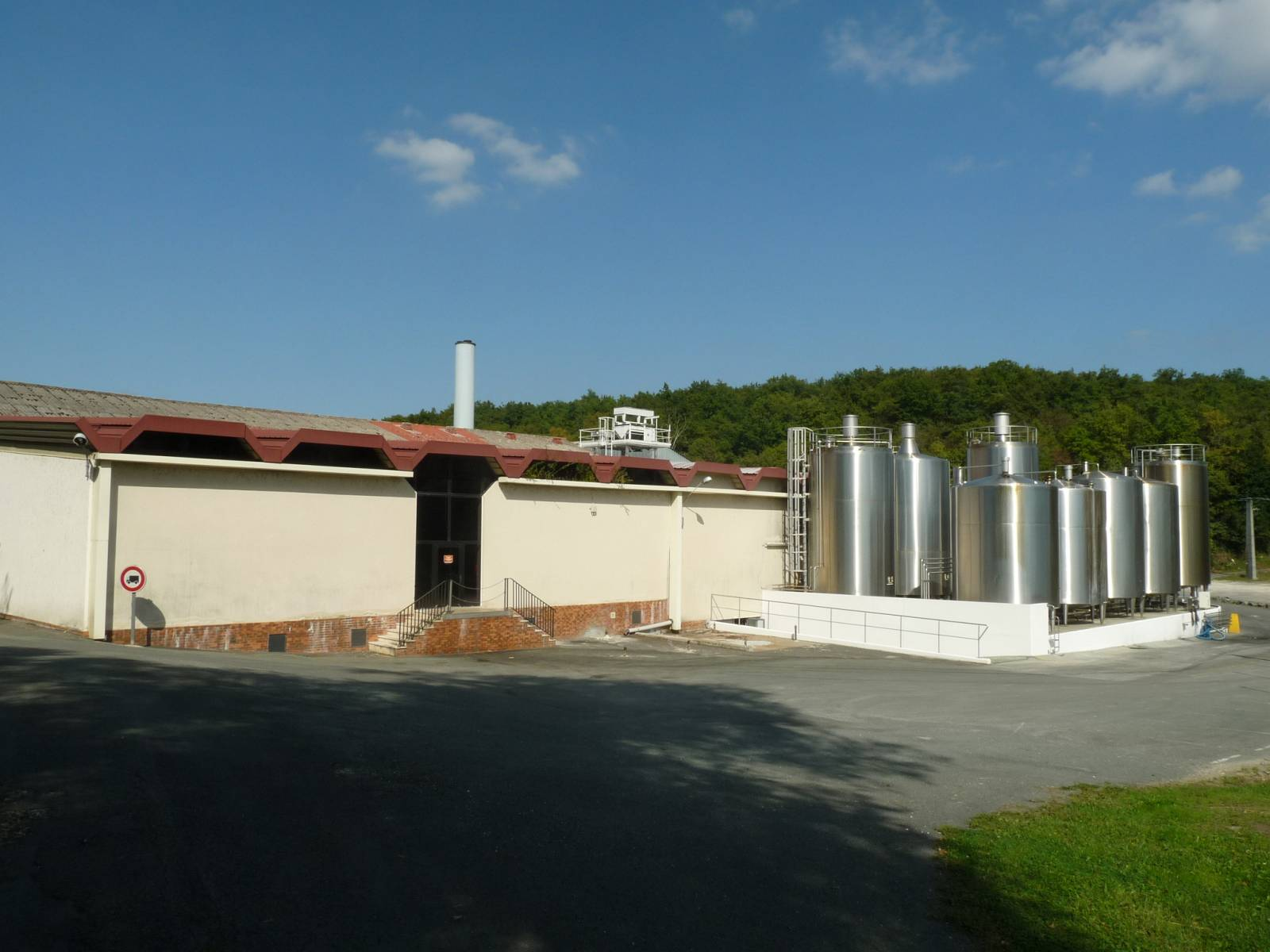
La laiterie.

### Patrimoine environnemental

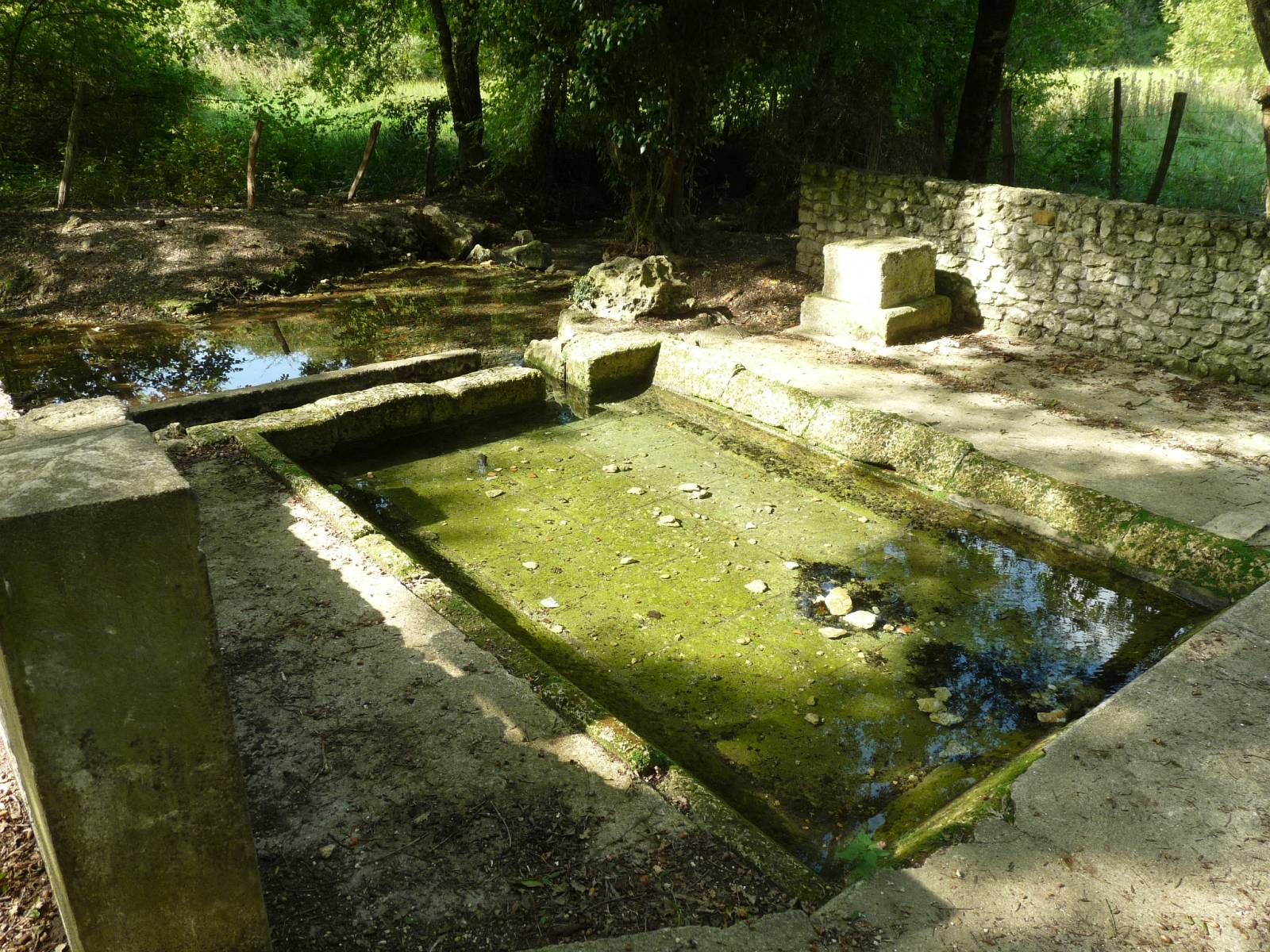
Lavoir et source du Claix.

- Le lavoir au pied de l'église de Claix est la source du Claix, petit affluent de la Charente qui passe à Roullet-Saint-Estèphe.

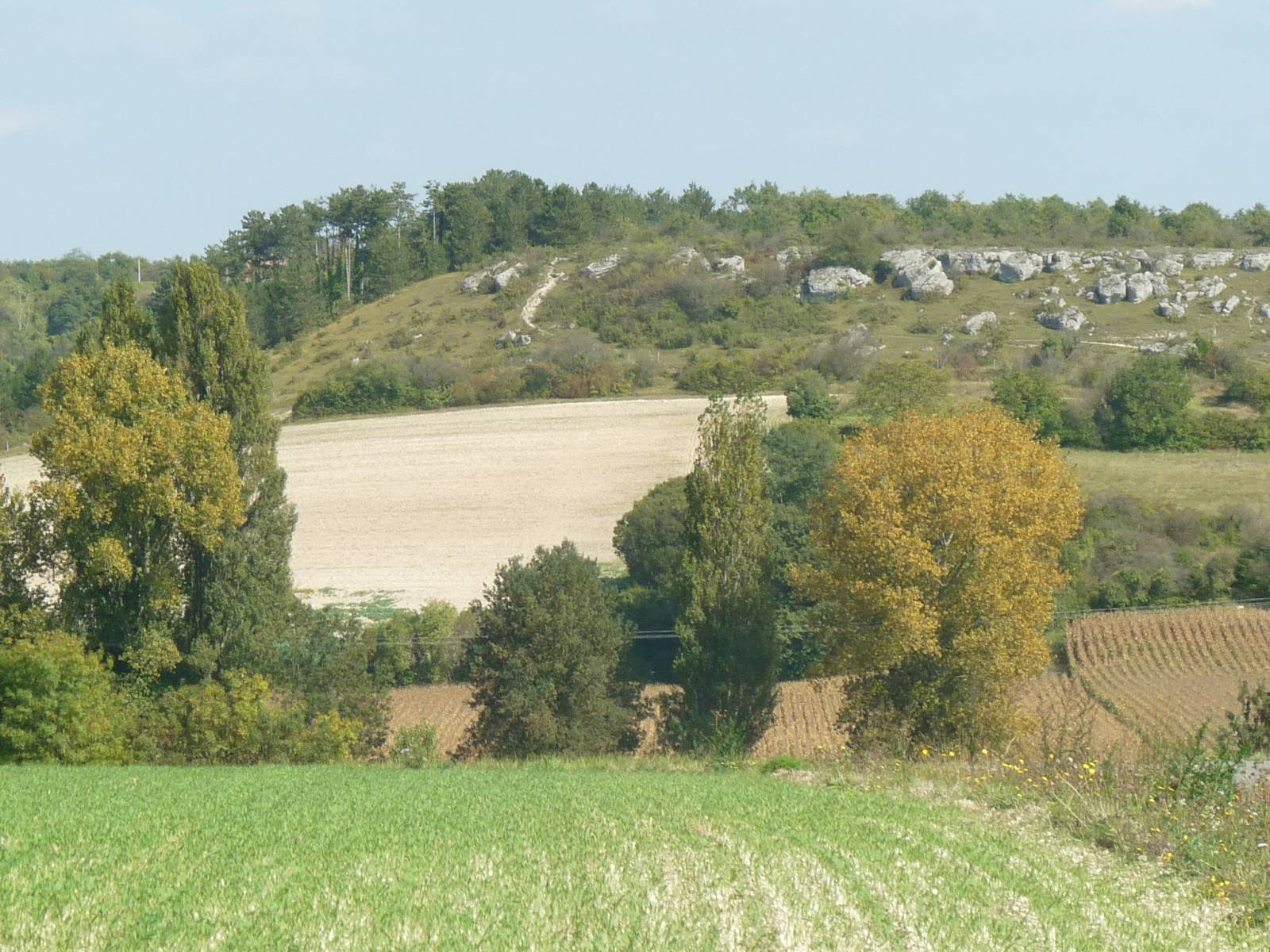
Les Chaumes du Vignac

- Le site des Chaumes de Vignac et des meulières de Claix est un plateau calcaire crétacé bordé par une cuesta surplombant la commune de Roullet-Saint-Estèphe. Ce plateau servait de carrière pour tailler des pierres meulières acheminées ensuite vers des moulins des environs. Ce site fait partie de Moleriae, l'association des villes meulières européennes. Le site est protégé Natura 2000[39],[40].
- dolmen à la Bouchardie, faisant limite de commune avec Roullet-Saint-Estèphe[41].

### Sentiers de randonnée
Le GR 4 qui va de Royan à Grasse traverse la commune.

## Personnalités liées à la commune
- Louis du Tillet, curé de Claix. Il accueillit à Claix Jean Calvin, réfugié à Angoulême en 1533-1534.